# Kazuhito Kishida
Kazuhito Kishida (岸田 和人 Kishida Kazuhito?), född 3 april 1990 i Oita prefektur, är en japansk fotbollsspelare.
Kishida började sin karriär 2013 i FC Machida Zelvia. 2014 flyttade han till Renofa Yamaguchi FC. Han spelade 146 ligamatcher för klubben. 2020 flyttade han till Iwate Grulla Morioka.